# Julienne Mavoungou Makaya
Julienne Mavoungou Makaya là một chính trị gia từ Cộng hòa Congo. Cô là thành viên của Hội đồng Kinh tế, Xã hội và Văn hóa của Liên minh Châu Phi đại diện cho Trung Phi. 